# Friedrich Ludwig Berzeviczy-Pallavicini
Friedrich Ludwig (von) Berzeviczy-Pallavicini, auch Federico de Berzeviczy-Pallavicini (* 12. April 1909 in Lausanne; † 11. November 1989 in New York City) war ein österreichisch-ungarischer Maler und Graphiker, Innenarchitekt und Bühnenbildner. Beide Elternteile entstammen der ungarischen Aristokratie, der Vater Georg von Berzeviczy und die Mutter Gabrielle, eine geborene Markgräfin Csáky-Pallavicini. Friedrich besaß unter anderem die ungarische Nationalität.

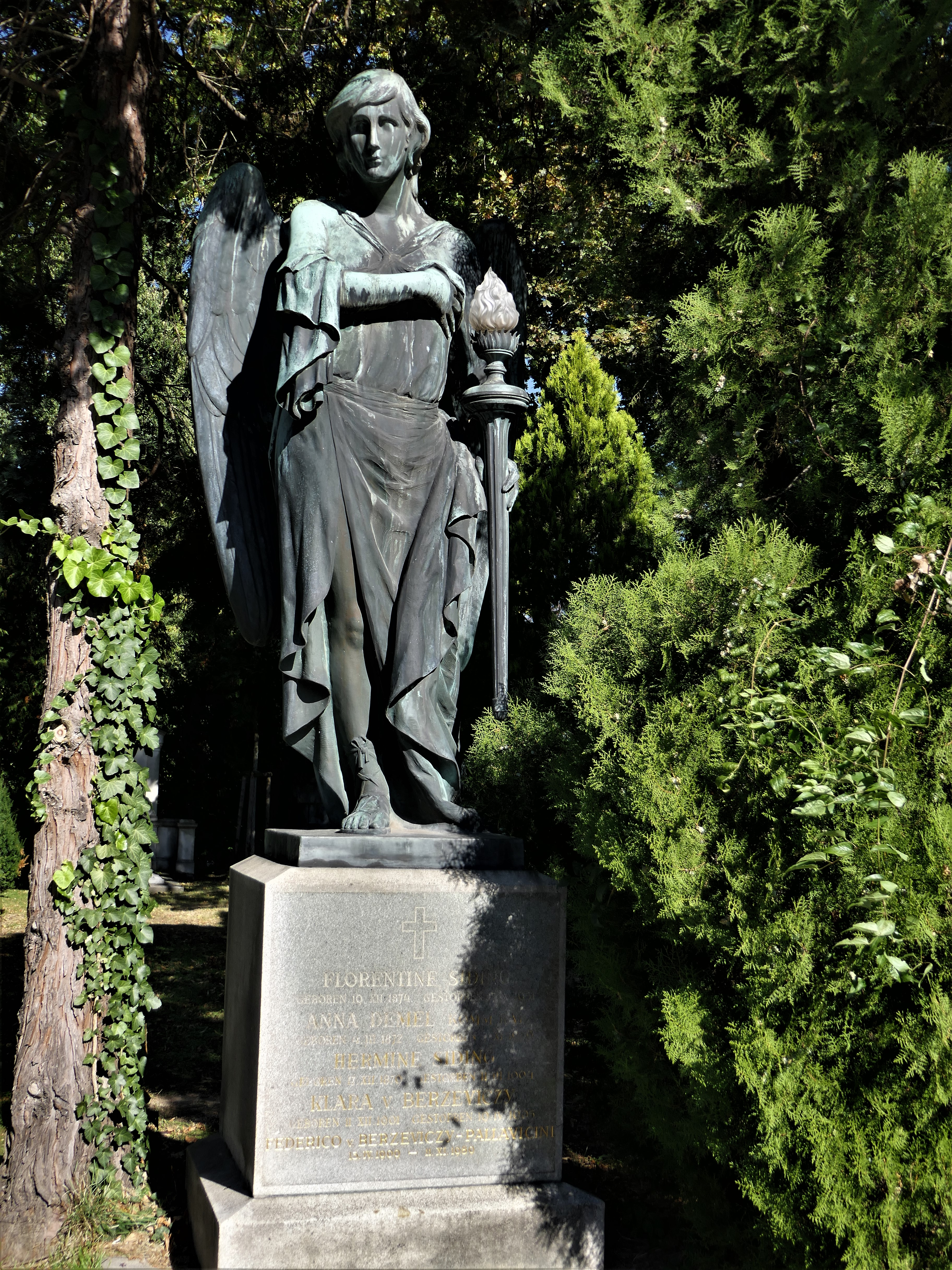
Familiengrab der Familie Demel mit Friedrich Ludwig Berzeviczy-Pallavicini

## Leben
Der Sohn eines in Ungarn begüterten Großgrundbesitzers wurde als Friedrich Ludvig Berzeviczy von Berzevice und Kakaslomnitz mit ungarischer Staatsbürgerschaft geboren. Er besuchte nachweisbar 1918–1921 das Wiener Theresianum, schloss aber die Schule nicht ab. Er studierte ab 1925 oder 1926 an der Wiener Kunstgewerbeschule, die er aber ebenso nicht abschloss. Trotzdem wurde der als etwas egomanisch beschriebene junge Künstler von einzelnen Professoren der Schule geschätzt und gefördert. Er arbeitete früh im Umfeld der Wiener Werkstätte, schuf Entwürfe für die Porzellanmanufaktur Augarten und wurde bekannt durch die von ihm gestalteten Auslagen der Wiener Konditorei Demel. 1936 heiratete er Klára Demel, die Nichte Anna Demels. Ab diesem Zeitpunkt hielt sich Berzeviczy häufiger in Italien auf. 1938 emigrierte er aus privaten und politischen Gründen „freiwillig“, wie es in der Literatur heißt, nach Capri und später Mailand. In Italien nannte er sich nach der Familie seiner Mutter Pallavicini. Er arbeitete dort für verschiedene Zeitschriften. Aus Italien übersiedelte er nach New York, wo er 1950 die US-amerikanische Staatsbürgerschaft erhielt. Er arbeitete dort als Art Director und Innenarchitekt. Ab 1956 gestaltete er auch wieder die Schaufenster der Konditorei Demel. 1965 wurde er nach dem Tod seiner Frau für einige Jahre deren Besitzer, musste aber 1972 verkaufen. 1982 wurde ihm die Ehrenmitgliedschaft der Hochschule für angewandte Kunst verliehen und 1989 erhielt er deren erste Ehrenprofessur. Berzeviczy verstarb in seinem Apartment in Manhattan an einem Herzinfarkt. Die Beisetzung fand Anfang 1990 am Zentralfriedhof Wien statt. Der Künstler liegt im Familiengrab der Familie Demel begraben.

## Werke
- Federico von Berzeviczy-Pallavicini, Christian Brandstätter (Hrsg.): Die K.K. Hofzuckerbäckerei Demel: ein Wiener Märchen, mit einem Essay von Gotthard Böhm. Mit 747 Farb- und 28 Schwarzweiss-Abbildungen nach Photografien von Franz Hubmann. Mit 76 Zeichnungen und Vignetten von Federico Pallavicini, Molden Wien, München, Zürich 1976, ISBN 3-217-00766-2

## Ausstellungen
- Der Hausfreund. Eine Wiederentdeckung des exzentrischen Werks von Friedrich von Berzevicky-Pallavicini
  - Heiligenkreuzerhof Wien, 2. Mai bis 1. Juni 2019
  - Österreichisches Kulturforum Berlin, 13. September bis 25. Oktober 2019